# Oberek

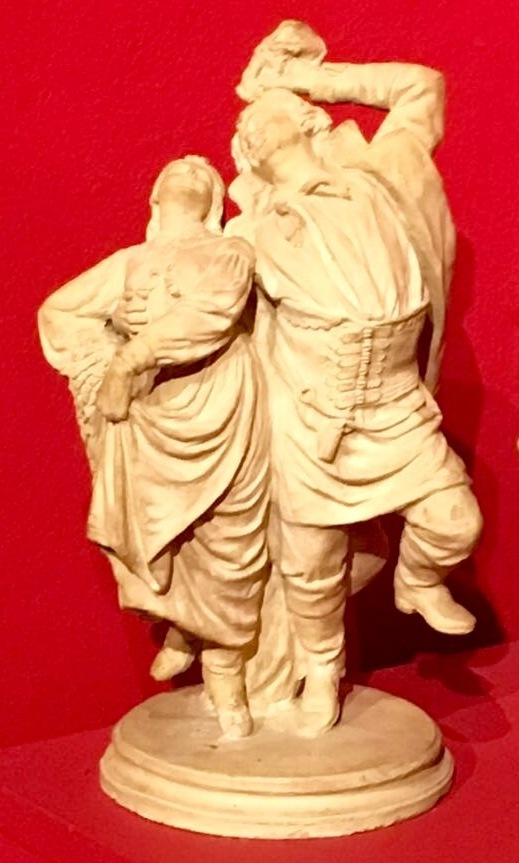
Oberek – Antoni Kurzawa, 1881

L'Oberek (o Obertas o Ober) è una danza popolare polacca di ritmo ternario dal caratteristico accento sui tempi deboli delle battute pari. Originariamente molto veloce e quindi simile alla Mazurka, in seguito si evolverà perdendo una delle sue caratteristiche primarie, ossia il canto, e diventerà un brano quasi esclusivamente strumentale. 
Possiamo trovare questa forma musicale in brani di Fryderyk Chopin, Boito (nel Mefistofele) e altri in compositori polacchi che la inserirono nei brani componenti le suite.
Insieme a Mazurka, Kujawiak, Polonese e Krakowiak, l'Oberek è una delle 5 danze nazionali polacche.